# Гран-при Сан-Луиса (женский)
Гран-при Сан-Луиса (исп. Gran Prix San Luis Femenino) — шоссейная однодневная велогонка, проходившая по территории Аргентины с 2013 по 2016 год.

## История
Гонка была создана в 2013 году. Её дебютное издание прошло 20 января накануне мужского Тура Сан-Луиса. Трасса протяжённостью 12 кругов по 5 км была проложена в городе Ла-Пунта департамента Сан-Луис провинции Сан-Луис. Первые два года проводилась в рамках национального календаря.
В 2015 году, через год после создания женского Тура Сан-Луиса, вошла в Женский мировой шоссейный календарь UCI. В его рамках просуществовала два года и проводились в середине января накануне Тура Сан-Луиса.
Маршрут последних двух изданий представлял повторяющиеся круги в окрестностях городов Хуана-Кослай (5 кругов по 15,3 км в 2015) и Эль-Волькан (7 кругов по 10,5 км в 2016) департамента Сан-Луис провинции Сан-Луис. Общая протяжённость дистанции составляла в районе 75 км.

## Призёры
| Год  | Победитель        | Второй              | Третий                   |
| ---- | ----------------- | ------------------- | ------------------------ |
| 2013 | Паола Муньос      | Талия Айелен Агирре | Наташа Яворский          |
| 2014 | Карла Вальехос    | Лус Адриана Товар   | Алехандра Мейбл Аллиегро |
| 2015 | Ханна Барнс       | Люсьен Феррейра     | Клемильда Фернандеш      |
| 2016 | Малгожата Ясинска | Корин Ривера        | Анна Тревизо             |